# Lepidophyma cuicateca
Lepidophyma cuicateca es una especie de lagartija perteneciente a la familia Xantusiidae. 

## Clasificación y descripción
Lagartijas de tamaño mediano, los adultos alcanzan una longitud hocico-cloaca de 83 mm. La cola es más larga que la longitud del cuerpo. Carece de párpados, y el ojo se encuentra cubierto por una escama transparente y la pupila es redonda. Dorsalmente la cabeza está cubierta por escamas asimétricas agrandadas. La superficie dorsal del cuerpo se encuentra cubierta por escamas granulares, aunque se pueden observar algunos tubérculos débilmente quillados. Un par de hileras de escamas quilladas por la región paravertebral. El vientre está compuesto por 10 hileras de escamas longitudinales lisas y cuadrangulares. de 9 a 13 poros femorales en cada pierna. La cola presenta tubérculos quillados, agrandados, separados uno del otro por tres hileras de escamas pequeñas, de las cuales solo dos rodean la cola. La coloración del cuerpo es café claro, con un par de manchas paravertebrales amarillentas separadas por otras oscuras que corren por todo el dorso. Superficie dorsal de la cabeza es café. Una banda café se encuentra presente en cada escama supralabial e infralabial. Una banda está presente en la región temporal de la cabeza que se origina en el nostrilo. Un par de manchas amarillentas está presente por atrás de la cabeza. Un par de manchas amarillentas bordeadas por negro está presente en la base de la cola. El vientre es crema amarillento.

## Distribución
Esta especie es endémica al Valle de Tehuacán-Cuicatlán y se restringe solo al Valle de Cuicatlán.

## Hábitat
Esta rara especie se encuentra en el bosque tropical caducifolio a una elevación de 1,022 a 1,180 m. Es principalmente terrestre, habitando debajo de las rocas. Se localiza en las rocas que se encuentran a lo largo del Río Apoala en la zona de huertos o cafetales. En otra región se encuentra en cañadas. Información sobre alimentación y reproducción es desconocida, pero posiblemente al igual que la mayoría de los otros miembros del género Lepidophyma, es insectívora y su modo de reproducción es ovíparo. Ejemplares jóvenes han sido encontrados en los meses de mayo y julio.